# 아이다 유아
아이다 유아(일본어: あいだ ゆあ, 1984년 8월 12일 ~ )는 일본의 성인 비디오 여배우다.

## 생애

### 어릴적
아이다 유아는 일본의 아이치현에서 태어났다. 그녀는 매우 활동적이었고, 초등학교 및 중학교 시절 탁월한 운동실력을 갖고 있었다. 테니스는 중학교 시절 그녀가 가장 잘 했던 운동이다. 고등학교시절, 어머니의 영향으로 그녀의 관심은 스포츠에서 예술로 바뀐다. 그녀는 유화 누드 모델을 한 것이 AV계에서 일하는 것을 편하게 생각하게끔 만들었다고 말했다.
고등학교 졸업 이후 그녀는 도쿄 신주쿠에서 쇼핑을 하다가 AV 에이전시에 눈에 띄어 스카우트된다. 그녀는 처음 이 스카우트에 별 인상을 받지 못하다가, 회사의 사장을 만난 후 일에 관심을 갖게 된다.

### 일
아이다 유아는 2003년 포토 레이이웃으로 데뷔하고, 2004년 1월 첫 AV작품인 Pichi Pichi를 발매한다. KUKI와 MAX-A의 상표로 발매된 이 작품에서 그녀는 절정에 대한 기말 리포트를 작성하는 학생의 역할을 맡았다. 이런 컨셉은 아이다 유아에게 다양한 AV 배우들과 연기할 수 있도록 해주었다.
그녀는 두 번째 작품인 Your あいだゆあ(2004년 2월 발매)에서 허구의 이야기 형식에서 벗어나 다큐멘터리 형식을 선보인다. 그녀의 3월 발매작인 Voyage에서 아이다 유아는 그녀가 사진으로 찍은 남성 모델과 섹스하는 상상을 하는 사진작가로 출연한다.
Praudia(2004년 4월)에서 그녀는 손님들의 관심을 얻기 위해 바의 다른 여종업원과 경쟁하는 종업원으로 출연했다. 그 달에 그녀는 섹스없이 누드 상태로 찍는 비디오인 "이미지" 비디오 The Naked에 출연한다. 그녀는 KUKI의 2004년 6월 발매작 Maximum에서도 비슷한 형식을 선보인다. 60분짜리의 새 "이미지 비디오"는 이전 작품의 장면들과 함께 선보였다. 6월에 그녀는 KUKI에서 Lesson 4를 발매한다. 그녀는 남학교의 선생으로 출연한다.
다음 작품인 Curved Line Beauties(2004년 7월)은 그녀의 다른 "이미지" 비디오이다. 그녀는 속이 비치는 다양한 옷과 오일을 바른 몸을 선보였다.
2004년 9월에 MAX-A의 Female Teacher Hunt시리즈가 발매되었다. 이 시리즈의 도입부인 Female Teacher Hunt in Yua Aida: Wet wet wet...에서 그녀는 남자 싱크로나이즈드 수영팀의 코치로 출연한다. 팀이 경기에서 졌을 때 남자선수들이 그녀를 갑자기 강간한다. 그녀는 KUKI의 Tell you(2004년 10월)에 선생으로 출연한다.
아이다의 MAX-A 첫 작품인 Welcome to Max Cafe!시리즈는 코스프레에 포커스를 맞춘다. 2004년 11월 발매된 이 작품에서 그녀는 치어리더, 웨딩드레스, 바니, 노예 복장 등을 입는다.
If...에서 그녀는 다양한 판타지 시나리오를 연기한다. 이 작품에서 그녀의 역할은 문을 열 때마다 강간당하는 여자, 비서, 스트리퍼 등으로 바뀐다.
그녀는 2005년 4월 Lusting Uniform Collection에서 오자와 나호, 아오이 소라등과 함께 출연한다. 이 작품은 "교복을 사랑하는 사람들을 위한, 교복을 사랑하는 사람들에 의한, 교복을 사랑하는 사람들의" 비디오로 표현된다. 같은 달 그녀는 그녀의 실제 삶을 드라마화했다고 칭해지는 Endless를 발매한다. 이 작품에서 그녀는 교복에 사정하는 치한의 피해자로 등장한다.
이런 고유의 발매작 뿐만 아니라, 그녀의 작품들은 Blur File,
 Premium BEST,
, Samantha 등과 같은 모음집형태로 발매되기도 했다.
 그녀는 데뷔 1년 만에 서른개 이상의 작품에 출연했다. 아오이 소라와 함께 그녀는 S1의 상징이다. 2006년 3월 20일, 일본 AV 산업에 대한 공로로 그녀에게 상이 주어지기도 했다.

2007년 7월 12일 그녀는 블로그를 통해 AV계를 떠나 그라비아와 비(非)포르노영역의 "이미지" 비디오에서 활동할 것 임을 선언한다.

## 출연작
| 작품 제목                                                                                                   | 발매사                     | 감독                            | 발매일                                   |
| --- | -------------------------- | ------------------------------- | ---------------------------------------- |
| Pichi Pichi Debut video                                                                                     | Calen/KUKI & MAX-A         | Yukihiko Shimamura 島村雪彦     | VHS:2004년 1월 23일 DVD:2004년 3월 26일  |
| YOUR Yua Aida YOUR あいだゆあ                                                                               | Tank/KUKI & MAX-A          | Matsuda 松田                    | 2004년 2월 27일                          |
| Voyage | Samansa/MAX-A マックスエー | Taira Takashima 高野平          | 2004년 3월 26일                          |
| Mine | Tank/KUKI 九鬼             | Harry Sugino ハリー杉乃         | 2004년 4월 29일                          |
| Praudia Praudia あいだゆあ                                                                                  | Samansa/MAX-A              | Yoshiho Fukuoka 福岡芳穂        | 2004년 5월 21일                          |
| The Naked 裸体 あいだゆあ                                                                                   | SHUFFLE                    | Kosuke Kisaragi 如月行介        | 2004년 5월 25일                          |
| MAXIMUM | KUKI                       |                                 | 2004년 6월 25일                          |
| LESSON 4 | Tank/KUKI                  | Harry Sugino                    | 2004년 6월 27일                          |
| Samantha サマンサ あいだゆあ DVD including Voyage & Praudia                                                 | MAX-A                      | Yoshiho Fukuoka Taira Takashima | 2004년 7월 23일                          |
| Curved Line Beauties/Curvaceous Beautiful Lady 曲線美人                                                     | Samansa/MAX-A              | Toshio トシオウ                 | 2004년 7월 30일                          |
| Sweat 発汗                                                                                                  | Tank/KUKI                  | Harry Sugino                    | 2004년 8월 25일                          |
| Female Teacher Hunt 女教師狩り in あいだゆあ                                                                | Samansa/MAX-A              | Yukihiko Shimamura              | 2004년 9월 28일                          |
| Tell You / I Will Teach You 教えてあげる あいだゆあ                                                         | Tank/KUKI                  | Hajime Kitano 北野元            | 2004년 10월 28일                         |
| KUBIRE DVD containing two previous works                                                                    | KUKI                       | Hajime Kitano                   | 2004년 10월 29일                         |
| Samantha Yua Aida Vol.2 サマンサ あいだゆあ Vol.2 DVD containing Curved Line Beauties & Female Teacher Hunt | MAX-A                      | Toshio Yukihiko Shimamura       | 2004년 11월 28일                         |
| Welcome to Max Café! Max Cafeへようこそ！あいだゆあ                                                         | Samansa/MAX-A              | Yukihiko Shimamura              | VHS:2004년 11월 30일 DVD:2005년 3월 29일 |
| Doctor | Tank/KUKI                  | Horinaka Sabasu サバス堀中      | 2004년 12월 22일                         |
| If... / Yua Aida                                                                                            | MAX-A                      | Taira Takano                    | 2005년 1월 28일                          |
| KUKI ALL STAR CLIPS                                                                                         | KUKI                       |                                 | 2005년 2월 25일                          |
| Powers DVD containing DOCTOR & South Pole 2 + extras                                                        | KUKI                       | Horinaka Sabasu JUNGO           | 2005년 2월 25일                          |
| The South Pole 2 南極2号 あいだゆあ                                                                         | KUKI                       | JUNGO                           | 2005년 2월 27일                          |
| Night Yua ナイト Yua                                                                                        | Samansa/MAX-A              | Toshio                          | 2005년 3월 25일                          |
| The Naked "MAPPA" 真裸【MAPPA】 あいだゆあ                                                                  | SHUFFLE                    | Kosuke Kisaragi                 | 2005년 3월 30일                          |
| Lusting Uniform Collection 欲情制服コレクション                                                             | MAX-A                      | Toshio                          | 2005년 4월 29일                          |
| Fin. | KUKI                       |                                 | 2005년 4월 29일                          |
| ENDLESS エンドレス あいだゆあ                                                                               | KUKI                       | Gaspel ガスペル                 | 2005년 4월 30일                          |
| ギリギリモザイク                                                                                            | S1 エスワン                | 秋秀人                          | 2005년 5월 7일                           |
| 極小モザイクはじめました。                                                                                  | StyleArt スタイルアート    | Horinaka Sabasu                 | 2005년 5월 20일                          |
| History History あいだゆあ                                                                                  | MAX-A                      | Toshio                          | 2005년 5월 27일                          |
| Samantha / Yua Aida Vol.3 サマンサ あいだゆあ Vol.3                                                         | MAX-A                      |                                 | 2005년 5월 28일                          |
| Yua Aida's Costume Play あいだゆあのコスプレしちゃった！！                                                  | Style Art                  | Chibikuro                       | 2005년 6월 19일                          |
| Premium BEST / Yua Aida プレミアムBEST あいだゆあ                                                           | MAX-A                      |                                 | 2005년 9월 23일                          |
| Sex On The Beach 南の島でパコパコ！                                                                         | S1                         | Hideto Aki                      | 2005년 7월 7일                           |
| Kirei na Sex キレイナセックス                                                                               | Consent                    |                                 | 2005년 7월 13일                          |
| Soap Land Sexual Services 妄想的特殊浴場                                                                    | S1                         | Hideto Aki                      | 2005년 9월 7일                           |
| Tits TANK Angels 14 乳TANKの天使たち 14                                                                     | KUKI                       |                                 | 2005년 9월 24일                          |
| Yua's Moist Concentrate Sex ゆあのネットリ濃厚セックス                                                      | S1                         | Tadanori Usami                  | 2005년 10월 7일                          |
| Blur File, Yua Aida ブルーファイル あいだゆあ                                                               | MAX-A                      |                                 | 2006년 10월 21일                         |
| Feeling Ecstacy                                                                                             | Style Art                  |                                 | 2006년 3월 19일                          |
| Naked Body, Evolution 裸体 evolution あいだゆあ                                                             | SHUFFLE                    |                                 | 2006년 10월 25일                         |
| All-Star Cast, New Mosaic Standard ＫＵＫＩ オールスター新基準モザイクスペシャル                            | KUKI                       |                                 | 2007년 2월 23일                          |

## 사진집
- Blue (2004년 1월 23일) (ISBN 4-89461-964-4)
- Tide (2004년 12월 21일) (ISBN 4-575-29774-7)
- KARAMI 28 (2005년 5월 31일) (ISBN 4-7769-0089-0)
- LOVEx #11 (2005년 9월 28일) (ISBN 4-7788-0033-8)
- UTOPIA by Isamu Ueno (2006년 5월 23일) (ISBN 4-7756-0128-8)